# Trochoideus minutus
Trochoideus minutus es una especie de coleóptero de la familia Endomychidae.

## Distribución geográfica
Habita en Malaca.